# Tritone (sous-marin)
Le Tritone est un sous-marin, navire de tête de la classe Tritone série I, en service dans la Regia Marina lancé pendant la Seconde Guerre mondiale.

## Caractéristiques
La classe Tritone déplaçait 866 tonnes en surface et 1 068 tonnes en immersion. Les sous-marins mesuraient 63,15 mètres de long, avaient une largeur de 46,98 mètres et un tirant d'eau de 4,87 mètres. Ils avaient une profondeur de plongée opérationnelle de 130 mètres. Leur équipage comptait 6 officiers et 44 sous-officiers et marins. 
Pour la navigation de surface, les sous-marins étaient propulsés par deux moteurs diesel FIAT de 1 200 chevaux-vapeur (cv) (883 kW) chacun  entraînant deux arbres d'hélices. En immersion, chaque hélice était entraînée par un moteur électrique  CDRA de 400 chevaux-vapeur (294 kW). Ils pouvaient atteindre 16 nœuds (29,6 km/h) en surface et 8 nœuds (14,8 km/h) sous l'eau. En surface, la classe Tritone Série I avait une autonomie de 13 000 milles nautiques (24 076 km) à 8,5 noeuds (15,7 km/h); en immersion, elle avait une autonomie de 74,5 milles nautiques (138 km) à 4 noeuds (7,4 km/h).
Les sous-marins étaient armés de six tubes lance-torpilles (4 à l'avant et 2 à l'arrière) de 53,3 centimètres. Pour les combats en surface, ils étaient équipés de 1 canon de 100/47 mm et de 4 mitrailleuses Breda Model 1931 de 13,2 mm sur deux tambours rétractables.

## Construction et mise en service
Le Tritone est construit par le chantier naval Cantieri Riuniti dell'Adriatico (CRDA) de Monfalcone en Italie, et mis sur cale le 12 mai 1941. Il est lancé le 3 janvier 1942 et est achevé et mis en service le 10 octobre 1942. Il est commissionné le même jour dans la Regia Marina.

## Historique
Le Tritone est perdu lors de sa première mission, le 19 janvier 1943, lorsque, sous le commandement du capitaine de corvette (capitano di corvetta) Paolo Monechi, il tente une attaque sur un convoi ennemi,. 
Maintenu à une profondeur de périscope, il tente de franchir la ligne des unités d'escorte afin d'attaquer les transports à bout portant, mais il est repéré et bombardé de grenades sous-marines, devant faire surface pour éviter de couler avec tout l'équipage.
Immédiatement après avoir fait surface, il est la cible des tirs d'artillerie du destroyer britannique HMS Antelope (H36) et de la corvette canadienne NCSM Port Arthur (K233) et coule en peu de temps avec 26 hommes. (3 officiers, 22 sous-officiers et marins et un travailleur civil embarqué pour les derniers travaux), tandis que les survivants, 25, furent secourus et capturés par les Britanniques.
Avec une mission offensive et 6 missions de transfert, le Tritone avait parcouru un total de 1 839 milles nautiques (3 400 km) en surface et 54 milles nautiques (100 km) sous l'eau.